# Casa Carles
La Casa Carles és un habitatge al Barri Vell de Girona. És un edifici desenvolupat al voltant d'un pati interior, des del qual s'accedeix per una escala a les plantes superiors. Són interessants encara algunes de les sales de la planta pis, amb un gran saló del tron, cambra reial i el menjador, entre d'altres. Els sostres són amb voltes pintades amb símbols de la reialesa i altres propis de la família Carles. La façana de la plaça presenta voltes a la planta baixa i balconades als nivells superiors. Façanes arrebossades imitant carreus i coberta de teula àrab.

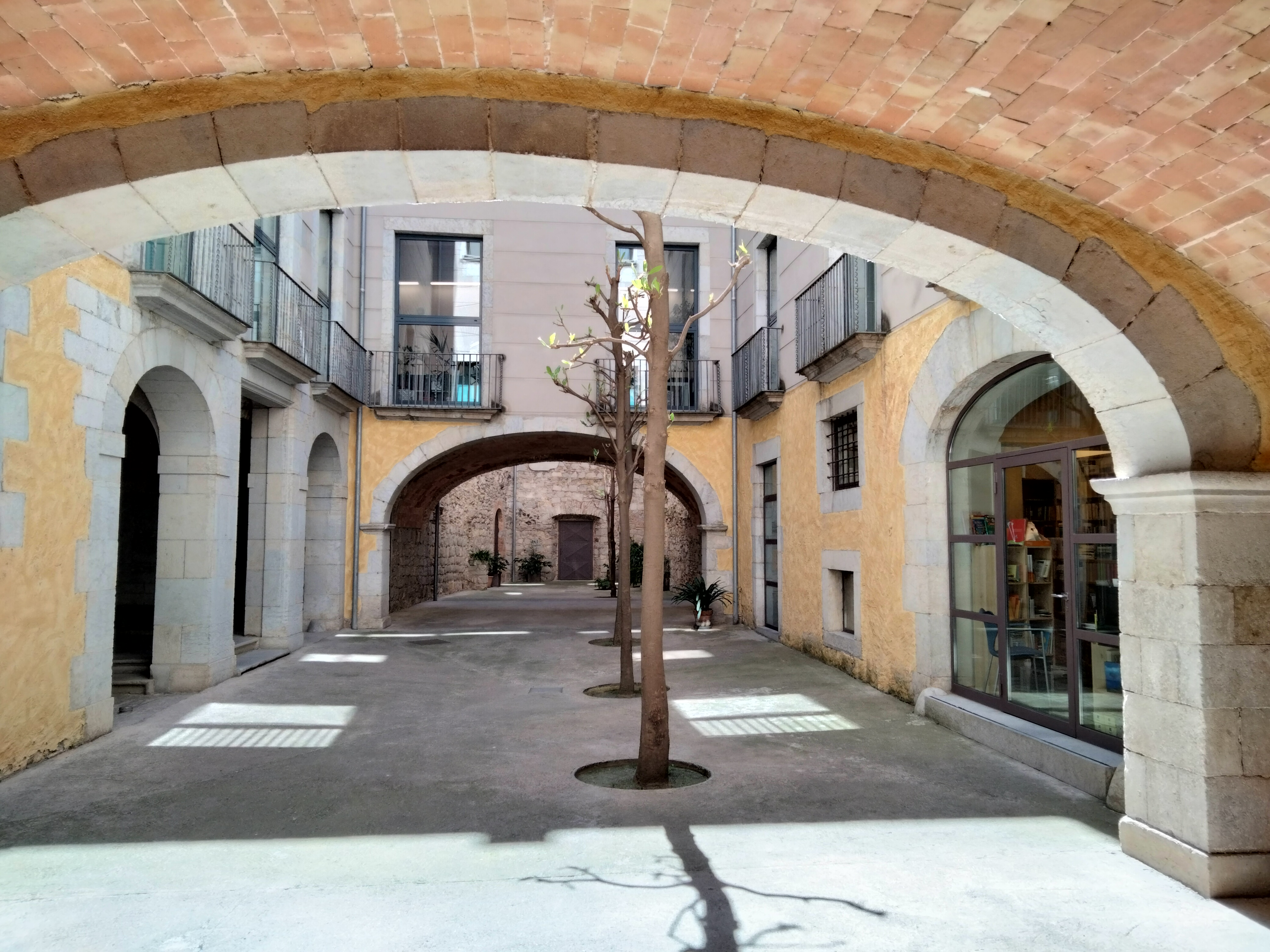
Pati

L'edifici actual és el resultat d'una remodelació de la casa Xamanar, que adquirí tres cases contigües. Ocupa tres arcades de la Plaça del Vi. L'any 1760 hi residia Joan Baptista de Millós. El 1761 la comprà Salvador Puig Diern de Torroella de Montgrí, que la compartí amb el seu oncle Ferran Diern. El 1796, en morir Salvador Puig, la casa quedà vinculada al cognom Carles fins al 1921, quan morí Joaquim Carles i Ferrer, deixant l'edifici al Bisbat de Girona, donació que es feu efectiva l'any 1934. Els de Carles tenien títol nobiliari des de 1737, usat pels reis a les seves estades a Girona. L'any 1767 s'iniciaren les obres de remodelació amb la construcció de les balconades actuals. Va inaugurar el Palau el rei Carles IV d'Espanya l'any 1802. Posteriorment tots els reis s'hi estatjaven.